# Žejinci
 Žejinci  falu Horvátországban Zágráb megyében. Közigazgatásilag Lukához tartozik.

## Fekvése
Zágrábtól 21 km-re északnyugatra, községközpontjától 2 km-re északkeletre a Korpona jobb partján, a megye északi határán fekszik.

## Története
Žejinciben a Tuđmani településrész (ahol 1865-ben az első horvát köztársasági elnök Franjo Tuđman nagyapja született) melletti dombon korábban a Novak család Preteršje nevű kisebb birtoka volt. A Ferenčaki és Halambeki telepek között a mai „Pod mlinom" dűlőben a Luka-patakon fából épített vízimalom állt. Halambeki különösen említésre méltó máig fennmaradt muzeális értékű faházai és szép fekvése miatt. Amikor a neves horvát festőnek Edo Kovačevićnek erre vitt az útja annyira megragadta a település szépsége, hogy vásznon is megörökítette azt. A žejinci temetőben temették el Ladislav Modićot a vadinai uradalom utolsó urát, a vidék nagy jótevőjét. Sírját a bejárattól jobbra álló hársfa jelöli.
A falunak 1857-ben 245, 1910-ben 395 lakosa volt. Trianon előtt Zágráb vármegye Zágrábi járásához tartozott. 2011-ben a falunak 401 lakosa volt.

## Lakosság
| Lakosság változása | Lakosság változása | Lakosság változása | Lakosság változása | Lakosság változása | Lakosság változása | Lakosság változása | Lakosság változása | Lakosság változása | Lakosság változása | Lakosság változása | Lakosság változása | Lakosság változása | Lakosság változása | Lakosság változása | Lakosság változása |
| ------------------ | ------------------ | ------------------ | ------------------ | ------------------ | ------------------ | ------------------ | ------------------ | ------------------ | ------------------ | ------------------ | ------------------ | ------------------ | ------------------ | ------------------ | ------------------ |
| 1857               | 1869               | 1880               | 1890               | 1900               | 1910               | 1921               | 1931               | 1948               | 1953               | 1961               | 1971               | 1981               | 1991               | 2001               | 2011               |
| 245                | 290                | 333                | 377                | 408                | 395                | 389                | 437                | 437                | 450                | 416                | 402                | 374                | 393                | 412                | 401                |

## Külső hivatkozások
- Luka község hivatalos oldala
- A község információs portálja